# Собор Святого Кирилла Туровского (Нью-Йорк)
Собор Святого Кирилла Туровского (бел. Сабор Святога Кірылы Тураўскага, англ. St. Cyril of Turov Cathedral) — кафедральный собор неканонической Белорусской автокефальной православной церкви. Построен в стиле неоготика в Нью-Йорке в районе Бруклин.
В настоящее время в соборе проводятся ежедневные утренние литургии и вечерние богослужения, освящение воды, крещения, венчания и правятся требы.
Настоятель храма в настоящее время — архиепископ Новогрудский Святослав (Логин), предстоятель Белорусской автокефальной православной церкви.

## История
Богослужения в Нью-Йорке для православных белорусских беженцев, приехавших из Германии, начались весной 1950 года. 26 августа того же года была основана община неканонической Белорусской автокефальной православной церкви. Первое время богослужения проводились в арендуемом зале по улице Ashford, в районе East New York в Бруклине.
В 1951 году, после приезда епископа Василия (Тамащука), была достигнута договорённость с приходом Святой Троицы Карпато-Русской православной епархии, которая была расположена на 4-й улице в Манхэттене. Там проводились совместные богослужения до 1956 года.
В 1956 года, после смерти настоятеля прихода Святой Троицы, прихожане прихода Святого Кирилла Туровского были вынуждены вновь арендовать временные помещения. Вместе с тем были активизированы сбор средств и поиск путей приобретения собственного здания.
В середине 1957 году у Второй объединённой пресвитерианской церкви (англ. Second United Presbyterian Church) было приобретено здание собора 1902 года постройки в стиле неоготика. Здание требовало значительных ремонтных и реставрационных работ, которые были проведены в кратчайшие сроки самими прихожанами. В ноябре 1957 года в храме была проведена первая Божественная литургия.
В 1967 году в приходе произошёл раскол: часть верующих образовала приход Кирилла Туровского в Ричмонд-Хилл, который в 1968 году был принят под омофор Константинопольского патриархата (ныне находится в юрисдикции Карпато-русской православной епархии).
В 1983 году, в связи с расколом в самой БАПЦ на сторонников Изяслава (Бруцкого) и Николая (Мацукевича), раскололся и приход Святого Кирилла Туровского, сильно уменьшив число прихожан; собор при этом остался в ведении БАПЦ Изяслава (Бруцкого).
В 2000-х годах, после примирения двух враждующих групп, кафедральный собор Святого Кирилла Туровского в Бруклине стал центром БАПЦ. При соборе существовал приходской совет, состоявший в основном из националистов-эмигрантов новой волны. Собор часто использовался для общественных мероприятий.
В 2005 году в США прибыл епископ «Барановичский и Бруклинский» Василий (Костюк), который за год до этого принял(?) в БАПЦ из РПЦ МП в сане диакона. Он наложил анафему на Сильвановича и исключил ряд членов приходского совета БАПЦ по обвинению в неофашизме и превращении, как он заявил, «церковной общины в псевдохристианскую националистическую тоталитарную секту, весьма далёкую от Церкви». Несогласные с исключением и их сторонники во главе с секретарём консистории БАПЦ Борисом Данилюком не подчинились такому решению и заблокировали церковь в Бруклине. Епископ Василий вынужден был вернуться в Белоруссию.Вышеприведенную информацию епископ Василий считает вымыслом:"В 2005 г. в США я не прибывал.
На Александра Сильвановича анафему не накладывал.
Борис Данилюк со сторонниками церковь от меня никогда не блокировал".См:https://bipvk.blogspot.com/2015/08/blog-post_23.html?m=1 
26 марта 2022 года возле здания церкви были открыты бюсты Тадеуша Костюшко и Кастуся Калиновского.